# Гилевская, Барбара
Барбара Гилевская (пол. Barbara Gilewska; (16 октября 1911 — 23 сентября 1986[…], Варшава, Польша) — польская актриса театра и кино.
Выступала на театральных сценах Варшавы, в 1931—1932 в театре «Новый Ананас», после — «Qui Quo Pro», «Морское око» и «Фемина»
в 1933 играла на сцене театра «Rex», с 1934 — выступала в «Новом Ревью».
Также была актрисой ряда передвижных польских театров.
В конце второй мировой войны играла в Драматическом театре II Армии Войска Польского.
С 1933 года снималась в кино.

## Роли в кино
- 1935 — Люби только меня / Kochaj tylko mnie — гардеробщица,
- 1935 — Не имела баба хлопот / Nie miała baba kłopotu — Бася Бочковска,
- 1934 — Певец Варшавы / Pieśniarz Warszawy — киоскерша Зося,
- 1933 — Прокурор Алиция Горн / Prokurator Alicja Horn,
- 1933 — Приговор жизни / Wyrok życia — подружка Анны